# Pro Música de Rosario
El conjunto Pro Música de Rosario es un ensamble vocal e instrumental argentino dedicado a la música antigua, fundado en Rosario el 13 de junio de 1962 por Cristián Hernández Larguía, quien lo dirigió hasta su muerte en 2016.
En 1967, a solo cinco años de su fundación, obtuvo el primer premio del concurso polifónico Guido D'Arezzo en Arezzo, Italia.
Está considerado una de las agrupaciones pioneras en Argentina y Sudamérica en la interpretación de música antigua, es decir, del repertorio medieval, renacentista y barroco, incluyendo el barroco americano, y mediante el uso de réplicas de instrumentos musicales de época, con familias de flautas dulces, cromornos y violas, órgano real positivo, espineta, cordófonos e idiófonos de distinto origen. Los instrumentos son ejecutados por los mismos coreutas, que alternan sus funciones. También es relevante su producción musical dedicada a los niños, interpretada con la misma calidad técnica y expresiva que dedican a la música académica.

## Premios
- 1967 Concurso Polífónico Guido D'Arezzo, Arezzo, Italia.[2]
- 1971 Premio a la cultura Isaías Perelmann, Buenos Aires.
- 1975 Premio Santa Clara de Asís.
- 1989 Premio Konex: Conjunto de Cámara de más de 6 Integrantes.[1]
- 1999 Premio Konex de Platino: Conjunto de Cámara de más de 6 Integrantes.[1]